# جزیره تمون
آبخوست تِموِن (به انگلیسی: Temwen Island) جزیره کوچکی در کرانه جنوب خاوری ایالت پوناپی ایالات فدرال میکرونزی است.

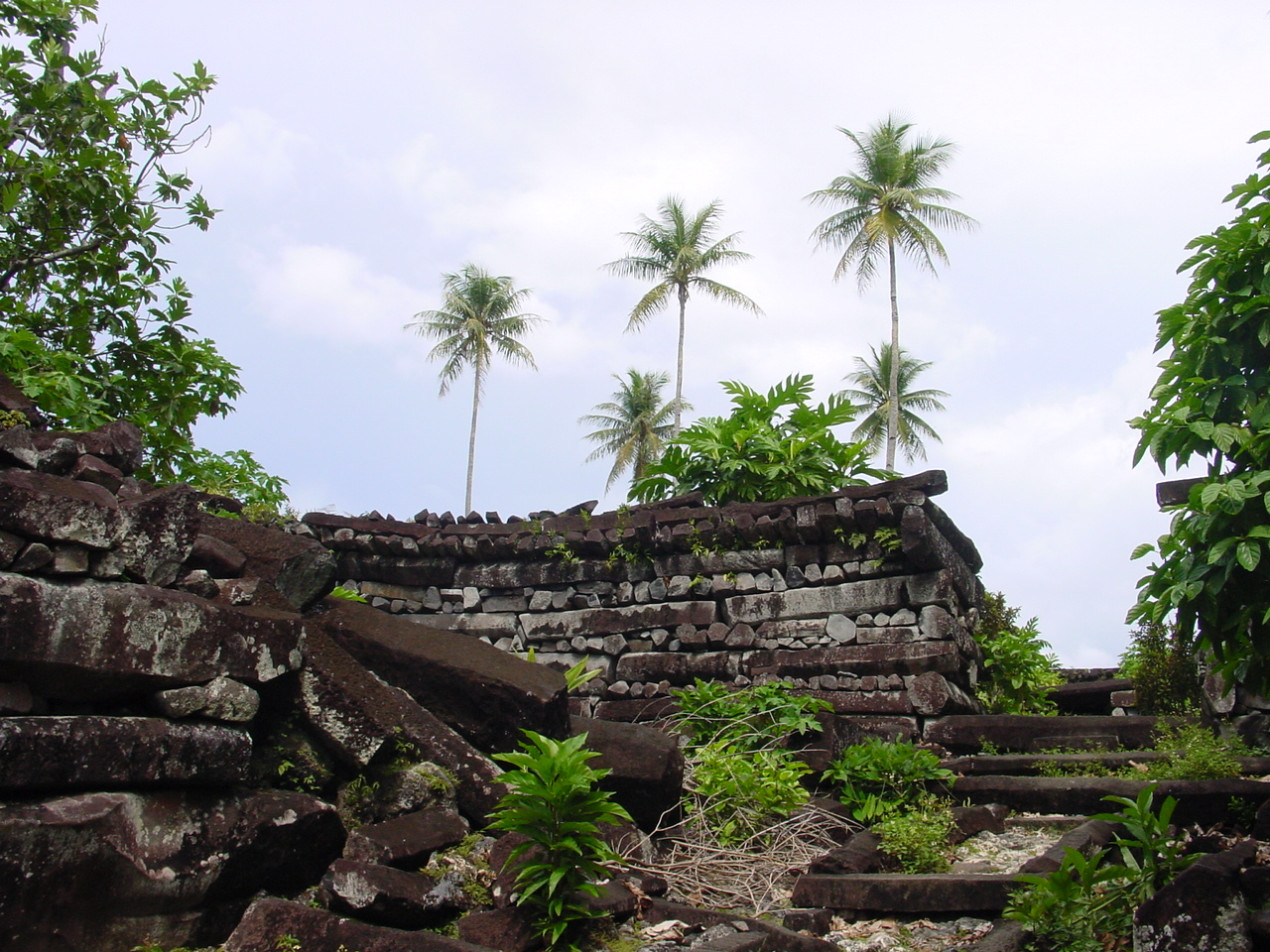
ویرانه‌های تمدن نان مدال

## نان مدال
این جزیره برای داشتن ویرانه‌های شهر باستانی نان مدال شناخته می‌شود که تا سال ۱۶۲۸ میلادی، پایتخت دودمان سادولور بود. این خرابه‌ها شامل جزیره‌های ساخت انسان در کرانه جنوبی تمون می‌شوند.
همراه با دیگر بخش‌های پوناپی، این جزیره، شاخابه بزرگی به نام «خلیج مادولینیم» را پدیدمی‌آورد.